# Eugenio Vegas Latapie
Eugenio Vegas Latapie (Irun, 20 de febrer de 1907 - Madrid, 19 de setembre de 1985) va ser un polític i intel·lectual espanyol. Molt actiu en els mitjans monàrquics, va combatre en la Guerra Civil espanyola.

## Biografia
Fill d'un militar tornat de Cuba i d'una mestra francesa, es va llicenciar en Dret a la Universitat de Madrid, el 1926 va ingressar en el Cos Jurídic Militar i el 1929 en el Cos de Lletrats del Consell d'Estat.
Influït pel pensament de Charles Maurras, durant la Segona República espanyola, fou l'impulsor de l'associació cultural i revista Acción Española, de tendència monàrquica i catòlica, en la qual coincidí amb Ramiro de Maeztu i Víctor Pradera Larumbe. Arran la Sanjurjada (1932) hagué d'exiliar-se a Iparralde, tot i que no hi va tenir cap participació. En la Guerra Civil espanyola combat sota un nom suposat en la l'11a Companyia de la IV Bandera de la Legió. En 1937 va ser nomenat conseller nacional de FET y de las JONS, però seria destituït al cap de poc.
En 1942 va ser castigat amb el confinament a Canàries. Va sortir d'Espanya i es va incorporar a la Secretaria Política del pretendent al tron, Joan d'Espanya, primer a Lausana i després a Estoril, fins a 1947. La seva última actuació en aquest camp seria en Friburg com a professor (1947-1948) del fill de Joan de Borbó, el que posteriorment es convertiria (1975) en el rei Joan Carles I d'Espanya.
Des de 1949 va residir en Santander i posteriorment es va convertir en assessor jurídic del Banco Central. En 1964 va ingressar com a acadèmic a la Reial Acadèmia de Ciències Morals i Polítiques.

## Obres
- Romanticismo y Democracia (1938)
- El Pensamiento político de Calvo Sotelo (1941)
- Catolicismo y República
- La frustración en la victoria. Memorias políticas, 1938-1942, Madrid, Actas, 1995
- Los caminos del desengaño
- Memorias políticas. El suicidio de la Monarquía y la Segunda República